# CD Plaza Amador
Der Club Deportivo Plaza Amador ist ein panamaischer Fußballklub mit Sitz in der Hauptstadt des Landes Panama-Stadt. Er ist einer der ältesten Klubs des Landes.

## Geschichte
Der Klub wurde am 25. April 1955 gegründet. In den ersten Jahren wurde der Klub vor allem durch die Entwicklung eigener Talente bekannt, anstatt gute Spieler einzukaufen. Der Klub war Gründungsmitglied der nationalen Profi-Liga ANAPROF und gewann die erste ausgespielte Meisterschaft an der sechs Teams teilnahmen. 1990 und 1992 konnte das Team ihre zweite und dritte Meisterschaften gewinnen. In der Clausura 2002 gewann man die vierte und in der Apertura 2005 die fünfte Meisterschaft. In der Apertura 2006 und 2011 gelang jeweils der Vize-Meistertitel. Weitere Meisterschaften errang man in der Clausura 2016 und der Apertura 2021.